# Lee Floren
Lee Floren, född den 22 mars 1910 i Hinsdale, Montana, död 1995, var en amerikansk författare som skrev omkring 300 böcker om västern, skräck, romantik, deckare, ungdomsberättelser och biografier men även fallstudieböcker inom medicin och psykologi. Förutom under eget namn skrev han under pseudonymerna Brett Austin, R. V. Donald, Lisa Fanchon, Claudia Hall, Wade Hamilton, Matt Harding, Matthew Whitman Harding, Felix Lee Horton, Mark Kirby, Grace Lang, Marguerite Nelson, Lew Smith, Maria Sandra Sterling, Lee Thomas, Len Turner, Will Watson och Dave Wilson. Pseudonymen Jason Stuart användes tillsammans med andra författare som skrev för Pinnacle Books.

## Biografi
Floren föddes 1910 och utbildade sig till fil kand (B A, Bachelor of Arts) vid Santa Barbara State College (numera University of California, Santa Barbara). SEdan utbildade sig till lärare vid Occidental College i Los Angeles och erhöll en masterexamen (M A, Master of Arts) vid Texas Western College (numera University of Texas i El Paso. Sedan undervisade han inom trähandel och vetenskap åren 1942-1945. 
1945 blev Floren frilansskribent.
1974 skrev Floren två av de sammanlagt trettiofem böcker som Pinnacle Books utgav om agenten Bucher, kallad The butcher och arbetande för White Hat. Övriga författare till seriens böcker var James Dockery och Michael Avallone.
1979 belönades Florens roman The rawhide men med The Colt .44 Award. 